# سینت مارکس (ایندیانا)
سینت مارکس (به انگلیسی: Saint Marks) یک منطقهٔ مسکونی در ایالات متحده آمریکا است که در شهرستان دوبوا، ایندیانا واقع شده‌است. سینت مارکس ۱۶۰٫۰۲ متر بالاتر از سطح دریا واقع شده‌است.